# 费马恩
费马恩是德国石勒苏益格-荷尔斯泰因州的一个市镇，该镇所在的岛屿叫费马恩岛。
目前正在建設一條海底公路鐵路兩用的費馬恩海峽隧道，在完工後能夠由德國本土經過本島之後，直接前往丹麥洛蘭島，並成為歐洲大陸與斯堪地那維亞半島新的通道。